# Dismutación
Se denomina dismutación o desproporción a toda reacción de reducción-oxidación donde un elemento es al mismo tiempo oxidado y reducido cuando la suma de potenciales de los correspondientes pares redox es mayor de 0.

## Ejemplos
El ejemplo más común de dismutación es la descomposición del agua oxigenada; los productos de este proceso son el oxígeno molecular y el agua:
2H+
 + H
2O
2 + 2e−
 → 2H
2O
H
2O
2 → O
2 + 2H+
 + 2e−

─────────────────────
2H
2O
2 → 2H
2O + O
2
En este ejemplo el oxígeno presente en el agua oxigenada se encuentra en el estado de oxidación -1 y como producto de la descomposición pasa al estado de oxidación 0 en el oxígeno elemental (es oxidado), y al mismo tiempo pasa al estado de oxidación -2 en el agua (es reducido).
Otro ejemplo es la formación de cloruro e hipoclorito a partir de cloro elemental en disolución alcalina:
Cl
2 + 2e−
 → 2Cl−

Cl
2 + 4OH−
 → 2ClO−
 + 2H
2O + 2e−

───────────────────────────
2Cl
2 + 4OH−
 → 2Cl−
 + 2ClO−
 + 2H
2O
Esta reacción utilizando hidróxido de sodio se utiliza en la fabricación de la lejía.
Aún hay numerosos otros casos como la reacción de kalomel, donde a partir del cloruro de mercurio (I) (Hg
2Cl
2) se forma en contacto con amoníaco (NH
3) un polímero nitrogenado de mercurio (II) y mercurio elemental que da el color negro a la mezcla de reacción y justifica el nombre.